# Westoning
Westoning är en ort och civil parish i Storbritannien.   Den ligger i kommunen Central Bedfordshire i riksdelen England, i den södra delen av landet, 60 km norr om huvudstaden London. Westoning ligger 78 meter över havet och antalet invånare är 2 046.
Terrängen runt Westoning är platt. Runt Westoning är det mycket tätbefolkat, med 1 266 invånare per kvadratkilometer. Närmaste större samhälle är Luton, 12,5 km söder om Westoning. Trakten runt Westoning består till största delen av jordbruksmark.